# Compsomantis crassiceps
Compsomantis crassiceps är en bönsyrseart som beskrevs av De Haan 1842. Compsomantis crassiceps ingår i släktet Compsomantis och familjen Mantidae. Inga underarter finns listade i Catalogue of Life.